# 雷蒙德 (喬治亞州)
雷蒙德（英語：Raymond）是位於美國喬治亞州考維塔縣的一個非建制地區。該地的面積和人口皆未知。

## 地理
雷蒙德的座標為33°20′19″N 84°42′53″W / 33.33861°N 84.71472°W，而該地的平均海拔高度為244米（即801英尺）。